# Lego Wyścig Przygód
Lego Wyścig Przygód – czasopismo dla dzieci wydawane w latach 2000–2002 przez firmę Egmont. 
Pierwszy numer ukazał się w styczniu 2000, a ostatni w styczniu 2002. Razem powstało 25 numerów. Każdy z nich zawierał komiksy, instrukcje budowania modeli Lego, łamigłówki, galerię modeli z klocków i inne. Magazyn jest odpowiednikiem brytyjskiego LEGO Adventures! Magazine, przy czym w polskiej edycji pominięto kilka numerów (w angielskiej wersji było ich 34).

## Lista numerów i tytuły komiksów
| Nr | Data wydania (UK) | Data wydania (PL) | Tytuły komiksów                                     |
| -- | ----------------- | ----------------- | --------------------------------------------------- |
| 01 | 04/1999           | -                 | ?                                                   |
| 02 | 05/1999           | 01/2000           | Stacja kosmiczna / Uwaga! Akcja ratunkowa!          |
| 03 | 06/1999           | 02/2000           | Słoneczna Tarcza / Łapać złodzieja!                 |
| 04 | 07/1999           | -                 | ?                                                   |
| 05 | 08/1999           | -                 | The Magic Sword / Eye in the Sky                    |
| 06 | 09/1999           | -                 | The Red Ruby / Magma Moon Marathon                  |
| 07 | 10/1999           | -                 | Planet of the Rock Monsters / Tidal Wave            |
| 08 | 11/1999           | -                 | Crater Caper / Cool Catch                           |
| 09 | 12/1999           | 03/2000           | Kosmiczny Pająk / Wyścig mechaników                 |
| 10 | 01/2000           | 04/2000           | Rzeka lawy / Trudny test                            |
| 11 | 02/2000           | 05/2000           | Lodowy skorpion / Bez wyjścia                       |
| 12 | 03/2000           | 06/2000           | Oblężenie / Demolka w mieście                       |
| 13 | 04/2000           | 07/2000           | Uciekający autobus / Przygoda na lodzie             |
| 14 | 05/2000           | 08/2000           | Zwycięski strzał / Podniebny pościg                 |
| 15 | 06/2000           | 09/2000           | Mistrzowski plan Gilberta / Przesyłka specjalna     |
| 16 | 07/2000           | 10/2000           | Wyścigowa ciężarówka / Wieloryb w lodowej pułapce   |
| 17 | 08/2000           | 11/2000           | Niebezpieczna przygoda / Duch Rudobrodego           |
| 18 | 09/2000           | 12/2000           | Łakome potworki / Ulewa w mieście                   |
| 19 | 10/2000           | 01/2001           | Pospiesz się, Harry! / Tornado                      |
| 20 | 11/2000           | 02/2001           | Przygoda na wyspie / Zatrzymać ten pociąg!          |
| 21 | 12/2000           | 03/2001           | Polaria 2001 / Jesteś w ukrytej kamerze!            |
| 22 | 01/2001           | 04/2001           | Na Czerwonej Planecie / Niewidzialny wróg           |
| 23 | 02/2001           | 05/2001           | Kule złej mocy / Deskorolkowcy                      |
| 24 | 03/2001           | 06/2001           | Obiadek Dinusia / Brak zasilania                    |
| 25 | 04/2001           | 07/2001           | Robot kontra Robot / Węże i drabiny                 |
| 26 | 05/2001           | 08/2001           | Tajna wyspa Ogela / Katastrofa satelity             |
| 27 | 06/2001           | 09/2001           | Lotny finisz / Uwięziony na wysokościach            |
| 28 | 07/2001           | 10/2001           | Szczęśliwy wypadek / Odrzutowy Jack                 |
| 29 | 08/2001           | 11/2001           | Trzęsienie ziemi / Sztuczna fala                    |
| 30 | 09/2001           | 12/2001           | Lodowa gorączka / Legenda Lewy                      |
| 31 | 10/2001           | 01/2002           | Siły natury / Legenda Lewy, część 2 / Opowieść Gali |
| 32 | 11/2001           | -                 | ?                                                   |
| 33 | 12/2001           | -                 | ?                                                   |
| 34 | 01/2002           | -                 | ?                                                   |